# 扎利斯涅 (阿赫特爾卡區)
50°21′21″N 34°56′19″E / 50.35583°N 34.93861°E
扎利斯內（烏克蘭語：Залісне）是位於烏克蘭東北部的村莊，由蘇梅州奥赫蒂尔卡区的切爾內奇奇納市鎮負責管轄。該村處於古辛卡河畔，距離沃爾斯克拉河2公里，海拔高度121米，2001年人口52。